# Gautama Buddha tíz legfőbb tanítványa
Gautama Buddha tíz legfőbb tanítványát a buddhista hagyomány szerint történelmi Buddha tíz legemlékezetesebb tanítványára utal. Az egyes buddhista irányzatokban nem mindig egyezik meg a tíz fő személye. A Vimalakírti szútra a következő tanítványokat tartalmazza:
1. Ánanda
Ánanda hallotta legtöbbet Buddha tanításait. A Buddha unokatestvére volt. Neve azt jelenti, "hatalmas gyönyörűség". Miután beállt szerzetesnek, ő volt Buddha jobbkeze 25 évig, egészen a tanító haláláig. Az első buddhista tanácskozáson a szútrák megírásakor az ő memóriájára hagyatkoztak. 120 éves koráig élt.
2. Maudgaljájana
Maudgaljájana, Moggallána, Mahámaudgaljájana vagy Mahámoggallána. Természetfeletti képességekkel rendelkezett (hasonló mint egy látó). Korábban Szandzsaja Belatthaputta, a szkeptikus tanítványa volt (Száriputával együtt), de végül Buddhát követte. A kínai buddhizmusban Maudgaljájana miséje - amit az édesanyja megmentéséért mondott, aki az "éhes szellemek világába" (a hat birodalom közül az egyik) volna újra - az Ullambana-szútra alapja. (Éhesszellem fesztivál).
3. Száriputta
Száriputta volt Gautama Sziddhártha, a történelmi Buddha egyik legfőbb tanítványa volt. Elérte az arhat szintet. Természetfeletti képességekkel rendelkezett (hasonló mint egy látó) Híres volt bölcsességéről és a théraváda hagyományban ő volt Buddha egyik legfontosabb tanítványa.
4. Mahákásjapa
Mahákásjapa vagy Mahákasszapa. Az aszkéta gyakorlatok mesterének tartották. Sákjamuni Buddha halála után ő hívta össze az 500 fős szangha tagjait, és az első buddhista tanácskozás alkalmával összegyűjtötte Buddha mondásait.
5. Szubhúti
Szubhúti értette legtökéletesebben az üresség tanát. Több mahájána-szútrában is szerepel, amelyek az ürességről szólnak (Śūnyatā.
6. Púrna Majtrájani-putra
Púrna Majtrajani-putra vagy Puṇṇa Mantáníputta (Pl.). Röviden úgy is nevezték, Purna. Az összes tanítvány közül ő volt a dharma törvényeinek legkiválóbb tanítója. Az imádkozás legnagyobb mesterének tartották.
7. Kátjájana
Kátjájana, Mahákátjájana vagy Mahákaccsána értette legjobban Sákjamuni Buddha beszédeit. Őt tartották a legjelesebb tanítónak.
8. Anuruddha
Anuruddha vagy Aniruddha különleges képességű látó volt, Buddha unokatestvére. Egyszerre vették fel a szanghába Ánandával együtt. Egyszer elaludt a Buddha jelenlétében, amiért meg lett dorgálva és megesküdött, hogy soha többet nem tesz ilyet. Elveszítette ugyan a látását emiatt, viszont kapott helyette új szemeket, amikkel már úgy látta a valóságot, ahogy az van.
9. Upáli
Upálit a Vinaja mesterének tartották. Mielőtt a rendhez csatlakozott, a legalacsonyabb kaszthoz tartozott és borbélyként dolgozott. Amikor levágta Buddha haját, akkor a Buddha azt mondta neki, hogy túl gyorsan lélegzik. Végül légzésén keresztül tanulta meg ellenőrzése alatt tartani a tudatát. Az első buddhista tanácskozáson a Vinaját az ő memóriája segítségével írták le.
10. Ráhula
Rāhula Buddha (akkor még Sziddhártha herceg) egyetlen fia. Édesanyja Jasodará volt. Komoly volt, lelkiismeretes és okos. Amikor Buddha hazatért szülővárosába, akkor találkozott először Ráhulával. Ekkor Ráhula beállt szerzetes növendéknek, így ő volt az első srámanera.